# Mikola András
Mikola András (Nagypeleske, 1884. március 17. – Nagybánya, 1970. július 4.) magyar festő, a nagybányai művésztelep második nemzedékének jeles tájképfestő művésze és mestere.

## Életpályája
Pályája elején jogot hallgatott Debrecenben, de hamarosan kiderült, hogy „csak” a rajz és a festés érdekli. Rajzolni, festeni tanult a nagybányai művésztelepen, majd Szablya-Frischauf Ferenc budapesti magániskolájában, később a budapesti Képzőművészeti Főiskolán, s ösztöndíjakkal kijutott Párizsba, a Julian Akadémiára és a Delécluse Akadémiára. Az 1910-es évek elején ugyancsak ösztöndíjakkal eljutott Olaszországba és Németországba is. Mesterei voltak Ferenczy Károly, Réti István, Paul Laurens. Külföldön legnagyobb hatást Paul Cezanne festészete gyakorolt rá, de mégsem ez volt a meghatározó, hanem a nagybányai hagyományok, a plein air, a természetszeretet, a tájképfestés.
1908-tól volt kiállító művész, első kiállítására Budapesten került sor a Könyves Kálmán Szalonban, majd 1910-ben a Műcsarnokban. Friss tájlátása hamar feltűnt a szakértők és a közönség szemében. Stílusában a naturalizmus és az impresszionizmus ötvöződött, színpöttyökkel, fényfoltokkal érzékeltette a nagybányai dombos, fás táj, s a föléje boruló kék ég atmoszféráját. Sajátos volt finom, majd egyre erőteljesebb koloritja. Az 1920-as évek elején a Szinyei Merse Pál Társaság tagjai közé választotta, majd 1927-ben egyhangúlag a Nagybányai Festők Társasága (NFT) elnökévé választották. Krizsán Jánossal, Börtsök Samuval, Ziffer Sándorral korrigálta a nagybányai képzőművész növendékek munkáit 1944-ig. Számos kiváló tanítványuk volt, köztük Agricola Lídia. A II. világháború után visszavonultan élt, majd az 1960-as években kapcsolódott be ismét a művészeti életbe.
Alkotói periódusának fénykora az 1910-es évekre esett.
Képeit őrzi a Magyar Nemzeti Galéria Budapesten és a Rippl-Rónai Múzeum Kaposvárott, számos köz- és magángyűjtemény Romániában.

## Műveiből
- Kora tavasz (olaj, vászon, 100 x 111 cm; Magyar Nemzeti Galéria, Budapest)
- Nagybányai táj (olaj, vászon, 66,5 x 58,5 cm; MNG)
- Önarckép (1906; olaj, vászon, 100 x 66 cm; MNG)
- Ülő akt (1908)
- Tanulmány (1910 Portré)[1]
- Zazarpart (1910-es évek olaj, vászon, 52,5 x 66 cm; MNG)
- Alkotásutcai vámnál (MNG)
- Nagybányai táj (1) (olaj, vászon, 64x49 cm)[2]
- Nagybányai táj (2) (olaj, vászon, 66,5x58,5 cm)[3]
- Nagybányai házak (MNG)
- Nyár Nagybányán (olaj, vászon, 65×95 cm; magántulajdonban)
- Vásár a főtéren[4]
- Falu széle (magántulajdonban)
- Képeskönyv (1960)

## Kötete
- Mikola András: Színek és fények : egy nagybányai festő emlékei. Banner Zoltán előszavával. Kolozsvár, 1972.

## Társasági tagság
- Nagybányai Festők Társasága (NFT)
- Szinyei Merse Pál Társaság

## Díjak, elismerések
- Románia érdemes művésze (1964)
- Román Szocialista Köztársaság Csillaga Érdemrend (1966)